# 巴甫洛夫卡农村居民点 (布良斯克州)
巴甫洛夫卡农村居民点（俄语：Павловское сельское поселение）是俄罗斯联邦布良斯克州乌涅恰区所属的一个农村居民点。其下辖有13个居民点，行政中心为巴甫洛夫卡。据2015年统计，该农村居民点的人口为1752人。